# Brzeźnica (powiat żagański)
Brzeźnica – wieś w Polsce położona w województwie lubuskim, w powiecie żagańskim, w gminie Brzeźnica.
Wieś typu łańcuchówka, położona na Wzgórzach Dalkowskich, w dolinie rzeki Brzeźnicy, dopływu Bobru. Połączenie drogami lokalnymi z Kożuchowem (ok. 15 km) i Żaganiem (ok. 14 km), a także drogą wojewódzką nr 295 (Żagań – Nowogród Bobrzański), drogą wojewódzką nr 296 (Kożuchów – Żagań) i drogą wojewódzką nr 290 (Nowogród Bobrzański – Kożuchów).

## Nazwa
Nazwa wywodzi się ze staropolskiego określenia "brzeziny" oznaczającego brzozowy las. Według niemieckiego językoznawcy Heinricha Adamy’ego pochodzi ona od polskiej nazwy drzewa liściastego "brzozy" - "von brzoza, brzezina = Birke". W swoim dziele o nazwach miejscowych na Śląsku wydanym w 1888 roku we Wrocławiu wymienia pierwotną nazwę w formie "Bresnicha" podając jej znaczenie "Birkendorf" czyli w tłumaczeniu "Brzozowa wieś". Niemcy zgermanizowali nazwę na Briesnitz w wyniku czego utraciła ona swoje pierwotne znaczenie.
W 1295 w kronice łacińskiej Liber fundationis episcopatus Vratislaviensis (pol. Księga uposażeń biskupstwa wrocławskiego) miejscowość wymieniona jest w zlatynizowanej formie Brzesnicza.

## Historia
Wieś wzmiankowana już w 1217 roku, należała do zakonu kanoników regularnych z Nowogrodu Bobrzańskiego.
W latach 1954–1972 wieś należała i była siedzibą władz gromady Brzeźnica. W latach 1975–1998 miejscowość należała administracyjnie do województwa zielonogórskiego.

## Zabytki
Do wojewódzkiego rejestru zabytków wpisane są:
- kościół parafialny pod wezwaniem św. Marii Magdaleny barokowy z XVIII w. Powstał w latach 1703–1705, na miejscu późnogotyckiego kościoła istniejącego już w XIV wieku. Wieża dobudowana została w czasach późniejszych. Mieści się na niej dzwon z 1579 r. Wyposażenie kościoła pochodzi z okresu budowy.
- plebania barokowa z XVII w. Stojący obok kościoła budynek plebanii pochodzi z 1676 r. Nad wejściem umieszczono kamienną rzeźbę Anioła Stróża.

inne zabytki:
- pałac eklektyczny z XIX w.

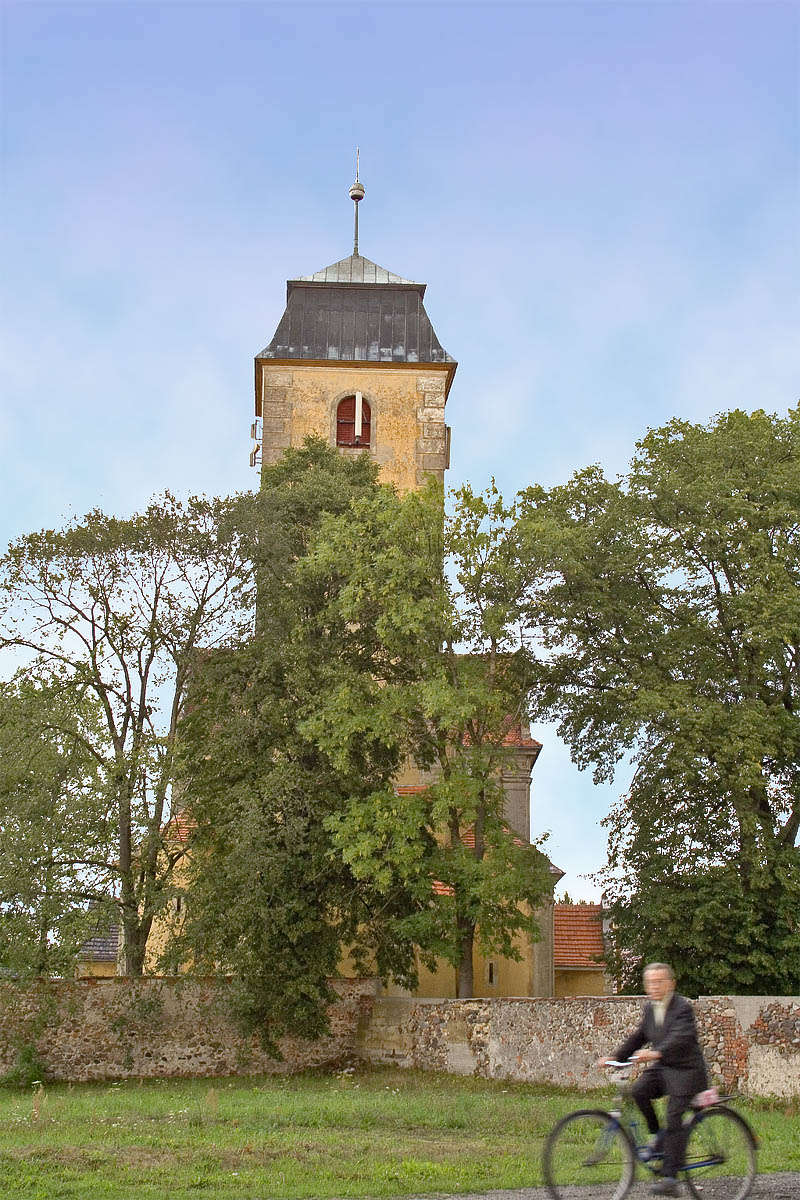
Brzeźnica – kościół
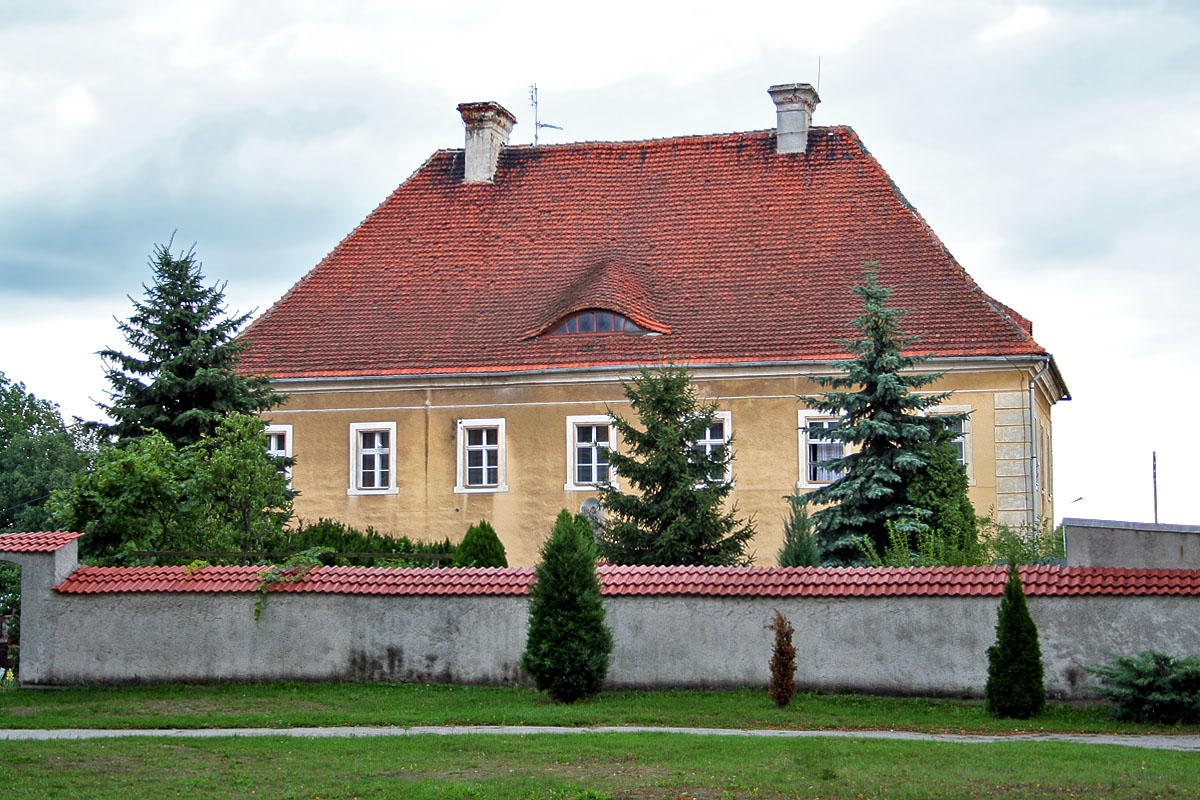
Brzeźnica – plebania

## Warto zobaczyć
- występy zespołu ludowego górali czadeckich "Watra"
- rezerwat leśny "Dąbrowa Brzeźnicka"